# Cathédrale Saint-Vincent de Saint-Malo
Cette ancienne cathédrale n’est pas la seule cathédrale Saint-Vincent.
La cathédrale Saint-Vincent de Saint-Malo est une ancienne cathédrale catholique romaine dédiée à saint Vincent de Saragosse, située à Saint-Malo en Ille-et-Vilaine. Son architecture mélange les styles roman et gothique, et elle est classée monument historique depuis 1910. Gravement endommagée durant les bombardements de Saint-Malo en août 1944, elle fut restaurée entre 1944 et 1972. Elle est une des sept cathédrales étapes du Tro Breiz.
En 1145, elle devient le siège de l'évêché de Saint-Malo. Ce dernier est supprimé par la constitution civile du clergé en 1790, et son territoire réparti entre les diocèses de Rennes, de Saint-Brieuc et de Vannes.

## Histoire

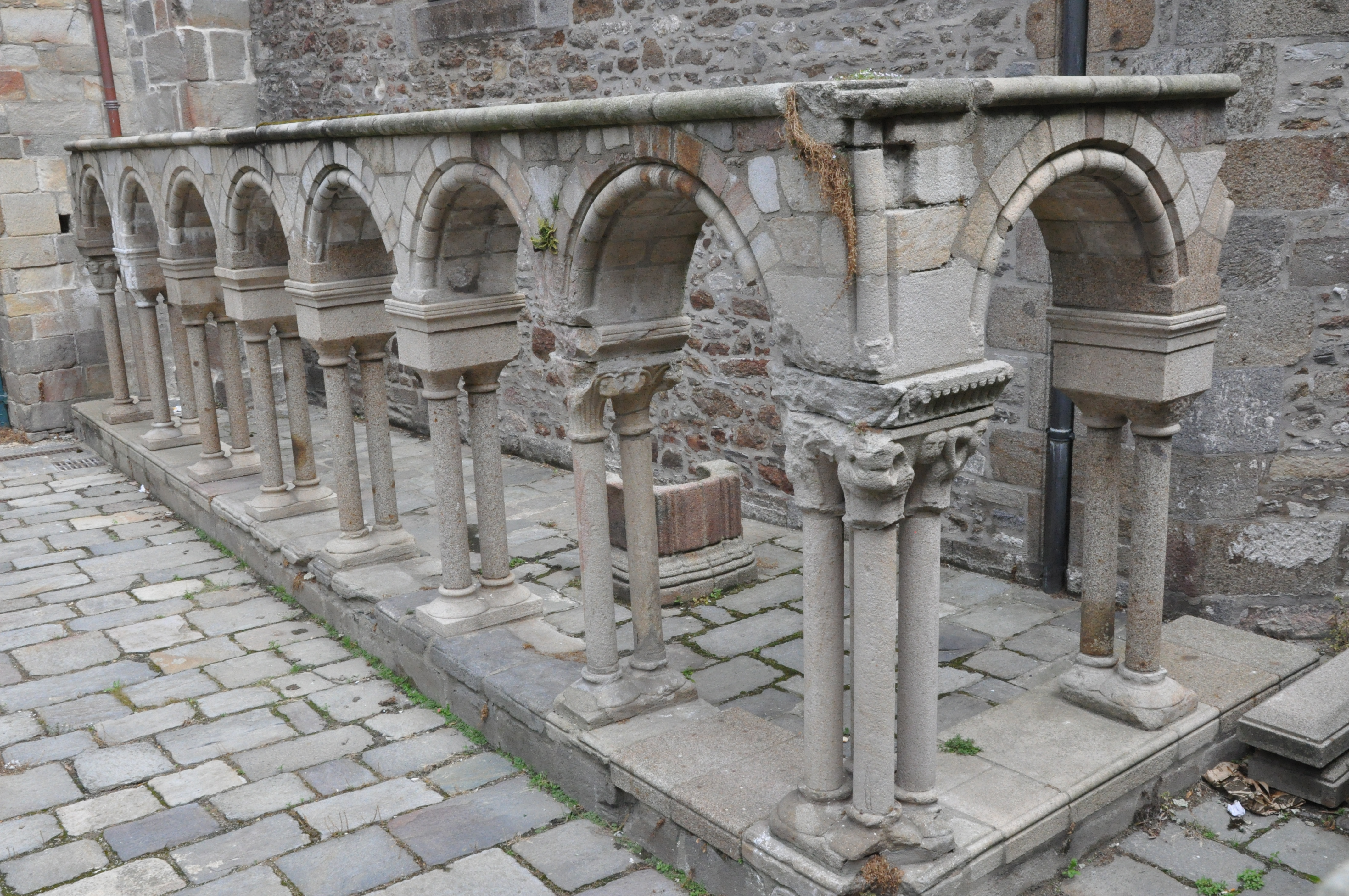
Vestiges de l'ancien cloître roman.

Avant que Saint-Malo ne devienne siège épiscopal, il existait à l'emplacement de la cathédrale un petit monastère dédié à Saint Malo et dépendant de l'abbaye de Marmoutiers. En 1145, Jean de la Grille, évêque d'Aleth depuis 1144, obtint du pape Eugène III que le siège du diocèse soit transféré à Saint-Malo et l'église monastique devint la cathédrale. Des transformations furent effectuées pour aboutir à une église de taille moyenne, en style roman, constituée d'une nef à trois travées et sans bas-côtés, d'un transept surmonté d'une tour carrée et d'un chœur. Sur le côté Sud étaient adossés un cloître et des bâtiments claustraux abritant un chapitre de chanoines réguliers. Au XIIIe siècle, le chœur fut reconstruit en style gothique par l'évêque Geoffroy de Pontual et une salle capitulaire fut adjointe au côté Sud.  
La tour commencée au XIIe siècle fut surélevée en 1422. Le collatéral sud date également du XVe siècle, comme le prouvent l'enfeu où fut inhumé Olivier Troussier en 1475 et les armes sculptées de l'évêque Jean Lespervier. À cette même époque, trois nouvelles chapelles furent ajoutées au nord du chœur.
Entre 1583 et 1607, le collatéral nord fut réalisé par Thomas Poussin, tandis que le transept nord fut agrandi et la tourelle d'escalier de la tour construite. Le transept sud fut également prolongé de manière symétrique entre 1623 et 1630 par Jean Potier. En 1676, le sol du sanctuaire, du déambulatoire et le chœur ont été élevés au même niveau que la nef. En 1695, les canons de la flotte anglo-hollandaise détruisirent la rosace du chevet, laquelle fut remplacée par trois baies en plein-cintre.

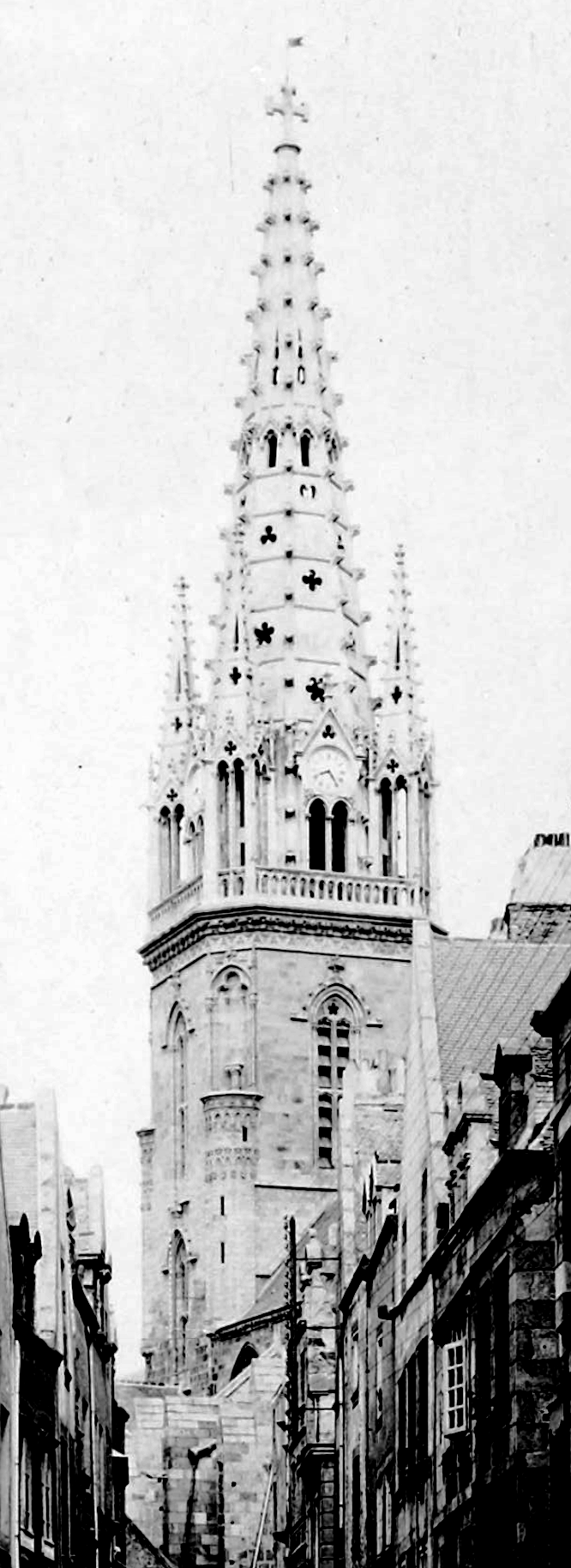
Ancienne flèche néogothique des architectes Jean-Gabriel et Alfred-Louis Frangeul avant sa destruction le 6 août 1944.

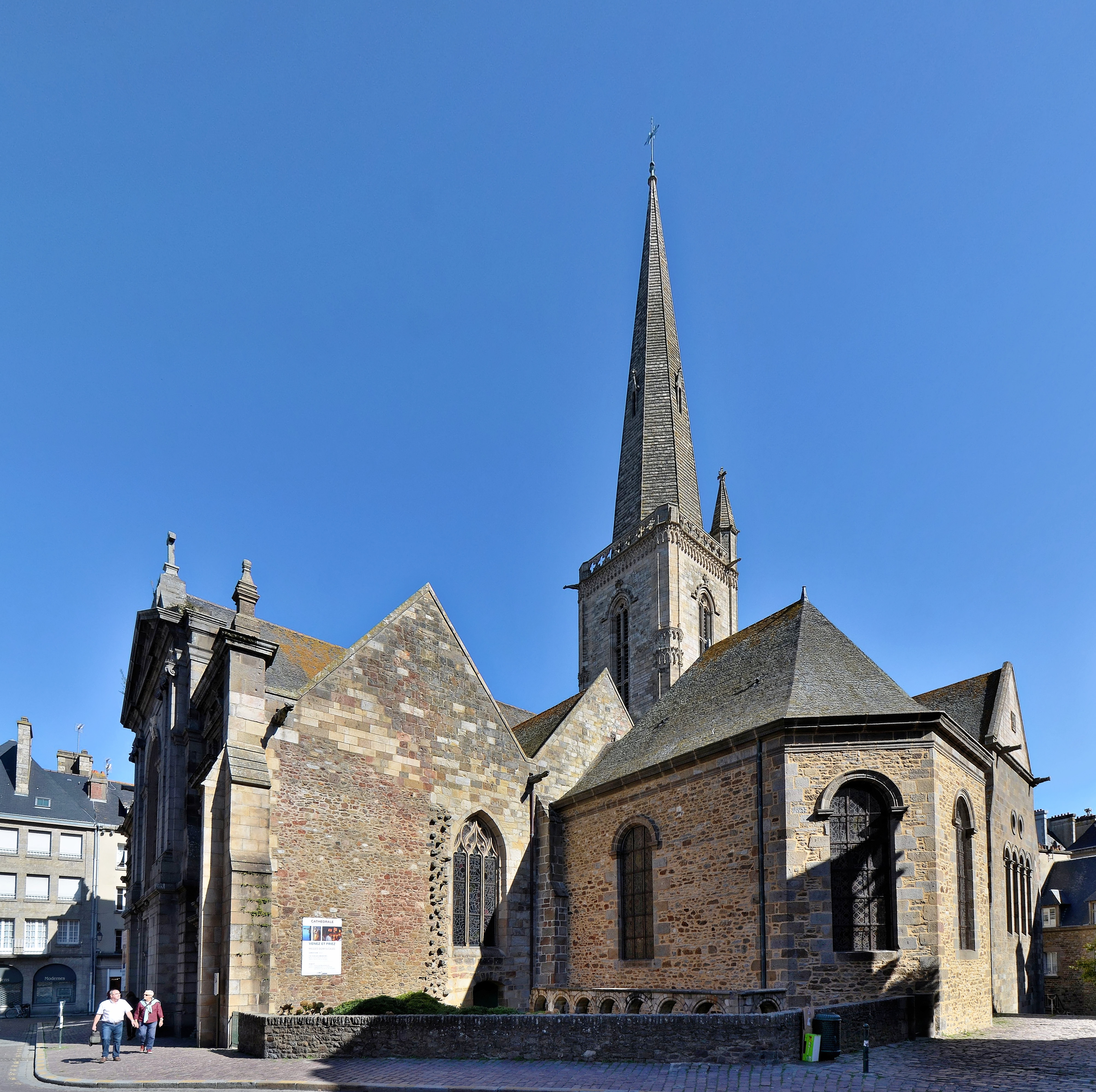
Façade latérale droite avec la chapelle du Saint-Sacrement.

La chapelle du Saint-Sacrement fut édifiée au sud en 1718 puis la tour du clocher fut surélevée et coiffée d'un dôme en ardoise. La façade fut reconstruite en 1772-1773, en style néoclassique, sur les plans de Robert Verron, architecte de Saint-Servan. Elle est plaquée sur les maçonneries médiévales.
En 1851 est créée par l'architecte Reynaud une nouvelle porte de style Renaissance, à droite du grand portail. En 1858, Napoléon III se laissa convaincre par l'abbé Huchet de faire coiffer la tour d'une grande flèche ajourée en style breton en pierre de Caen, entourée de quatre clochetons ajourés. Elle fut construite par l'entrepreneur Leroyer, à partir des plans de Frangeul Père et Fils. Cette flèche, très semblable à celles de la cathédrale Saint‑Corentin de Quimper réalisées à la même époque, remplaça le dôme d'ardoise. La croix de couronnement, au sommet de la flèche fut posée en 1860.
Lors des combats de l'été 1944, la cathédrale fut gravement endommagée. La flèche fut pilonnée par un destroyer allemand, croyant qu'elle pourrait servir de repère aux Américains, et elle s'écroula sur la chapelle dite du Sacré-Cœur. Les dégâts nécessitèrent une restauration importante qui débuta dès 1944, sous la direction des architectes en chef des monuments historiques Raymond Cornon puis Pierre Prunet à partir de 1966. 
Ceux-ci furent plus importants qu'initialement pensés, ayant pour conséquence que l'enveloppe des dommages de guerre ne suffit pas à la reconstruction complète de l'édifice. En effet la reconstruction de la nef absorba le budget prévu pour la flèche. Plus de dix ans après la fin de la reconstruction de la ville, et après plusieurs levées de fonds qui se firent jusqu'au Canada, la flèche de la cathédrale put être enfin rebâtie. Bien que de hauteur identique à l'originale (la cathédrale mesure 77 m du sol à la croix), cette nouvelle flèche, dessinée par Prunet, est d'un style plus dépouillé, s’inspirant de celle de l'église Saint-Pierre de Périers. En 1972 eurent lieu de grandes cérémonies en présence d'évêques et de l'ambassadeur du Canada pour célébrer la « renaissance de la cathédrale ». En 1987, une nouvelle croix de couronnement fut érigée au sommet de la flèche.

## Description

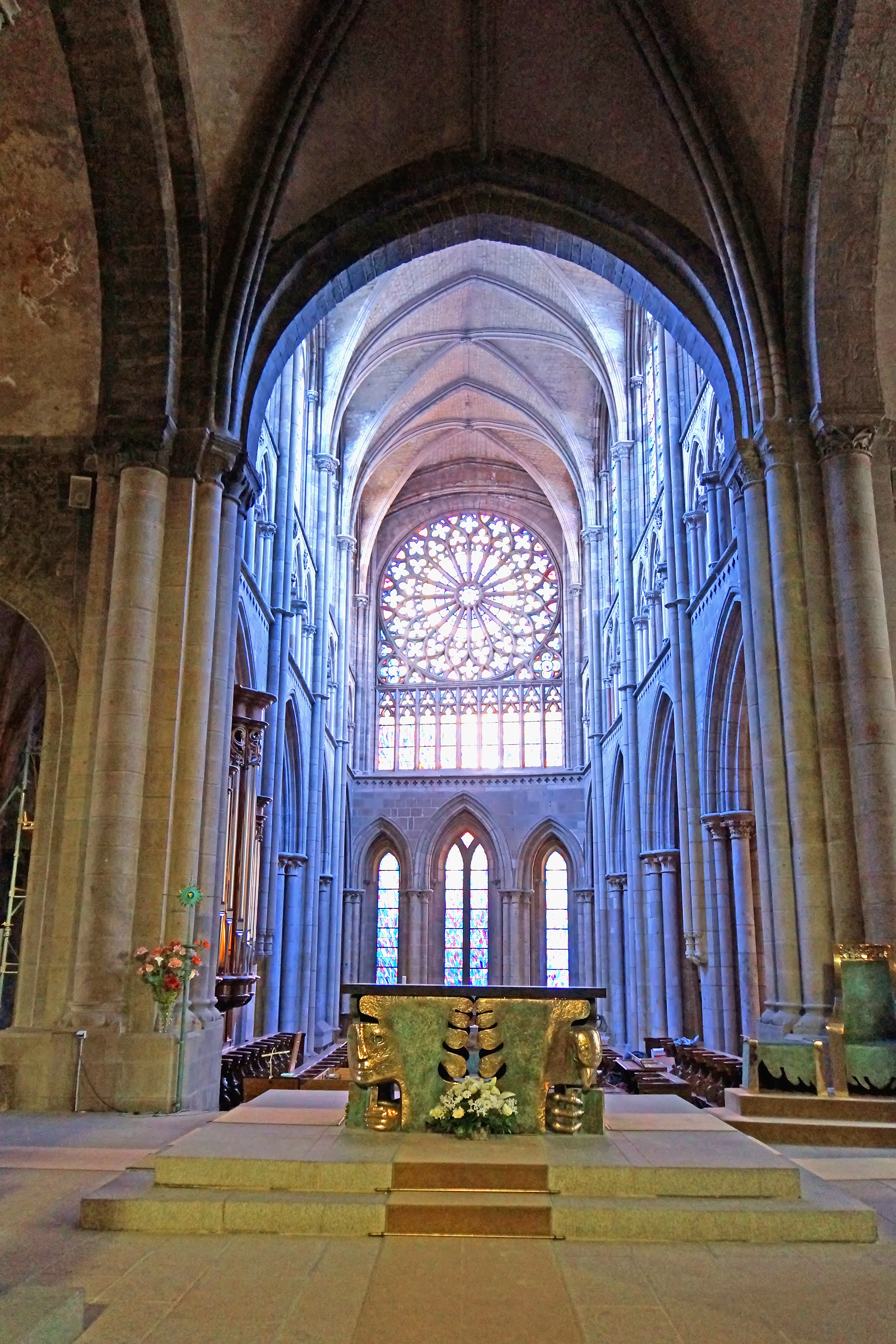
Intérieur de la cathédrale avec le maître-autel et la rosace, vitraux de Jean Le Moal.

Le plan de la cathédrale est en croix latine. La nef comporte trois travées et le chœur, d'une longueur égale, en comporte quatre.

### La nef et le transept
Le vaisseau central de la nef et la croisée du transept datent du XIIe siècle et sont les restes de la première cathédrale édifiée par l'évêque Jean de la Grille. Leurs voûtes sont fortement bombées, ce qui manifeste une influence angevine qui pourrait s'expliquer par les nombreux déplacements de l'évêque dans le sud-ouest aquitain. Elles sont pourvues de croisées d'ogive mais celles-ci n'ont qu'un rôle purement décoratif et sont plaquées contre la voûte en moellon. La nef et le transept présentent des chapiteaux romans. Leur ornementation est d'un travail grossier, mais les motifs en sont extrêmement variés. Ils présentent sous les angles des corbeilles, des cariatides, des têtes humaines, un moine écartant des rinceaux de ses bras, des poissons, une sirène, des dragons ailés, des animaux cabrés et à queue recourbée, de grandes feuilles étagées chargées de perles et formant volute, ou enfin des tiges courbées s'arrondissant sous les angles et s'épanouissant en hémi-fleur-de-lys ou fleurons à trois lobes. 
Le collatéral sud date du XVe siècle et celui du nord de la fin du XVIe siècle. Dans le sol, une mosaïque commémore l'agenouillement de Jacques Cartier avant son départ pour le Canada, le 16 mai 1535.

### Le chœur

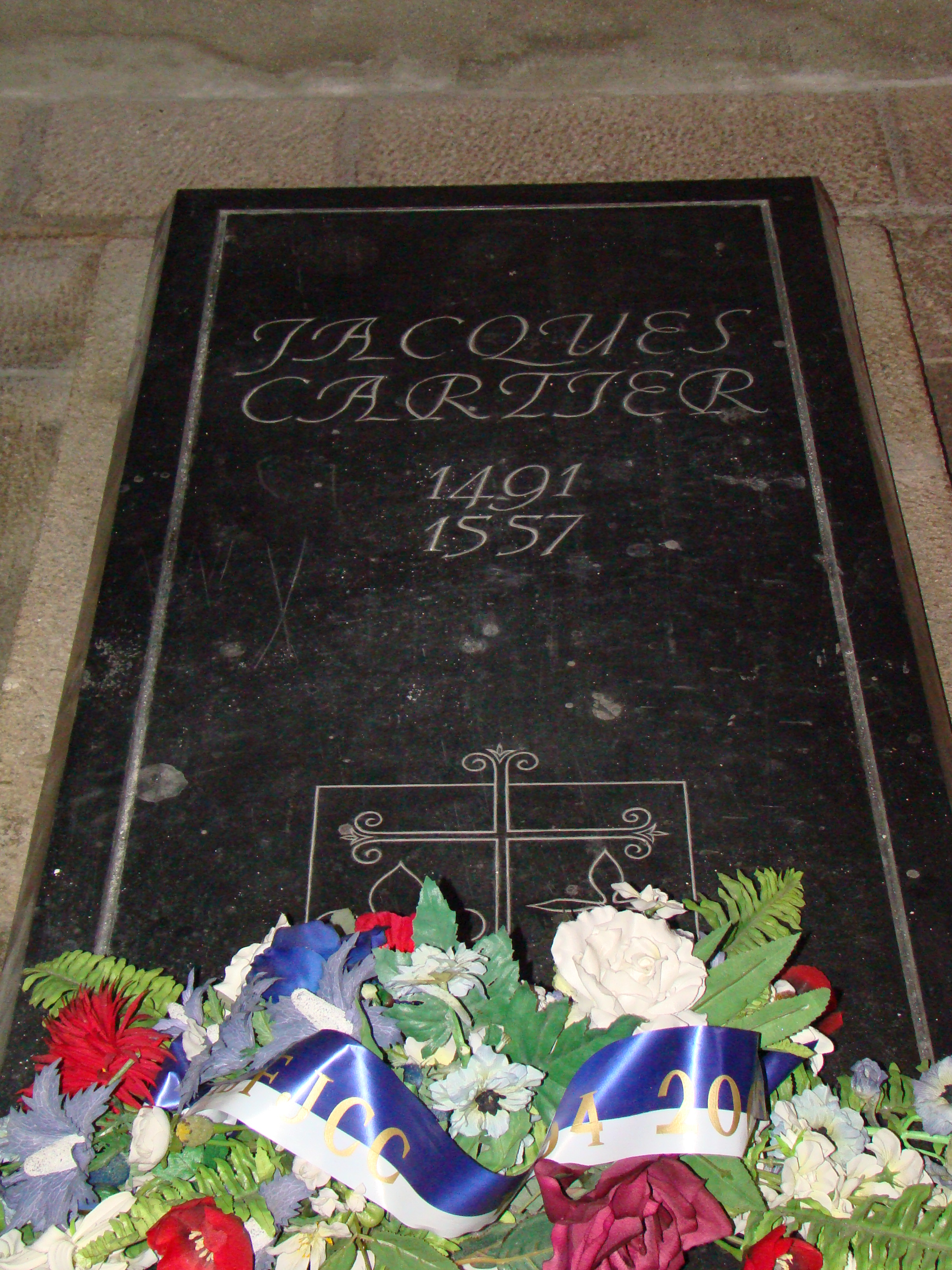
Dalle funéraire de Jacques Cartier.

Le chœur date du milieu du XIIIe siècle. Il est influencé par l'art gothique anglo-normand et présente un chevet plat comportant une grande rose détruite au XVIIe siècle et restituée après 1944. Au XVIe siècle, des chapelles ont été ajoutées au nord dans lesquelles on peut voir les tombes de Jacques Cartier, inhumé en 1557, et de René Duguay-Trouin, dont les restes ont été ramenés de Paris en 1973.

### Les vitraux
Les bombardements de 1944 imposèrent de refaire à neuf l'ensemble des vitraux, illustrant l'évolution de l'art du vitrail religieux français de l'après-guerre. Les vitraux de la nef sont confiés à Max Ingrand selon un programme historié. Ainsi, il réalise les vitraux de la chapelle du Saint-Sacrement en 1954 sur le thème de l'Eucharistie, puis ceux de la façade occidentale en 1956, représentant des anges musiciens. Enfin, la même année, il crée deux baies pour le collatéral sud sur le sujet de Saint Malo et Saint Aaron et de Jacques Cartier. Du fait du décès de Max Ingrand en 1969, les vitraux du collatéral nord sont confiés à Michel Durand et Jean Gourmelin qui réalisent trois vitraux sur Saint Vincent, Jean de la Grille et le Tro Breizh en 1971.

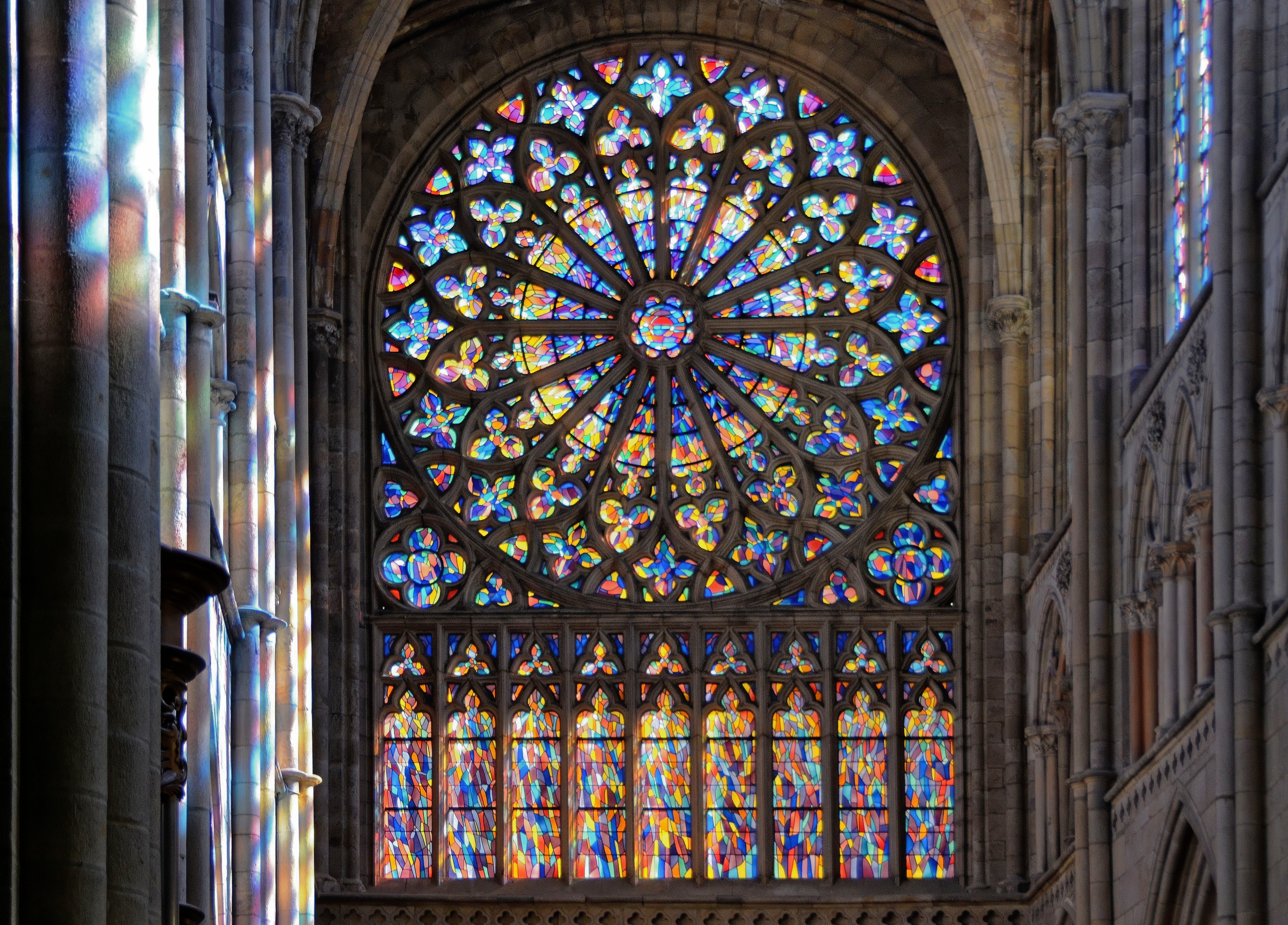
Rosace du chœur réalisée par Jean Le Moal

Les vitraux du transept et du chœur ont quant à eux été conçus dans un style non figuratif par le peintre Jean Le Moal en collaboration avec le maître verrier Bernard Allain. Le peintre a notamment conçu un "mur de lumière", la rosace du chœur, visible dès que l'on rentre dans la cathédrale. Les différentes couleurs utilisées évoluent au fil de la journée, en fonction de la luminosité reçue par le soleil. La nuit, par exemple, les couleurs bleues ressortent d'avantage. 

### Œuvres et mobilier

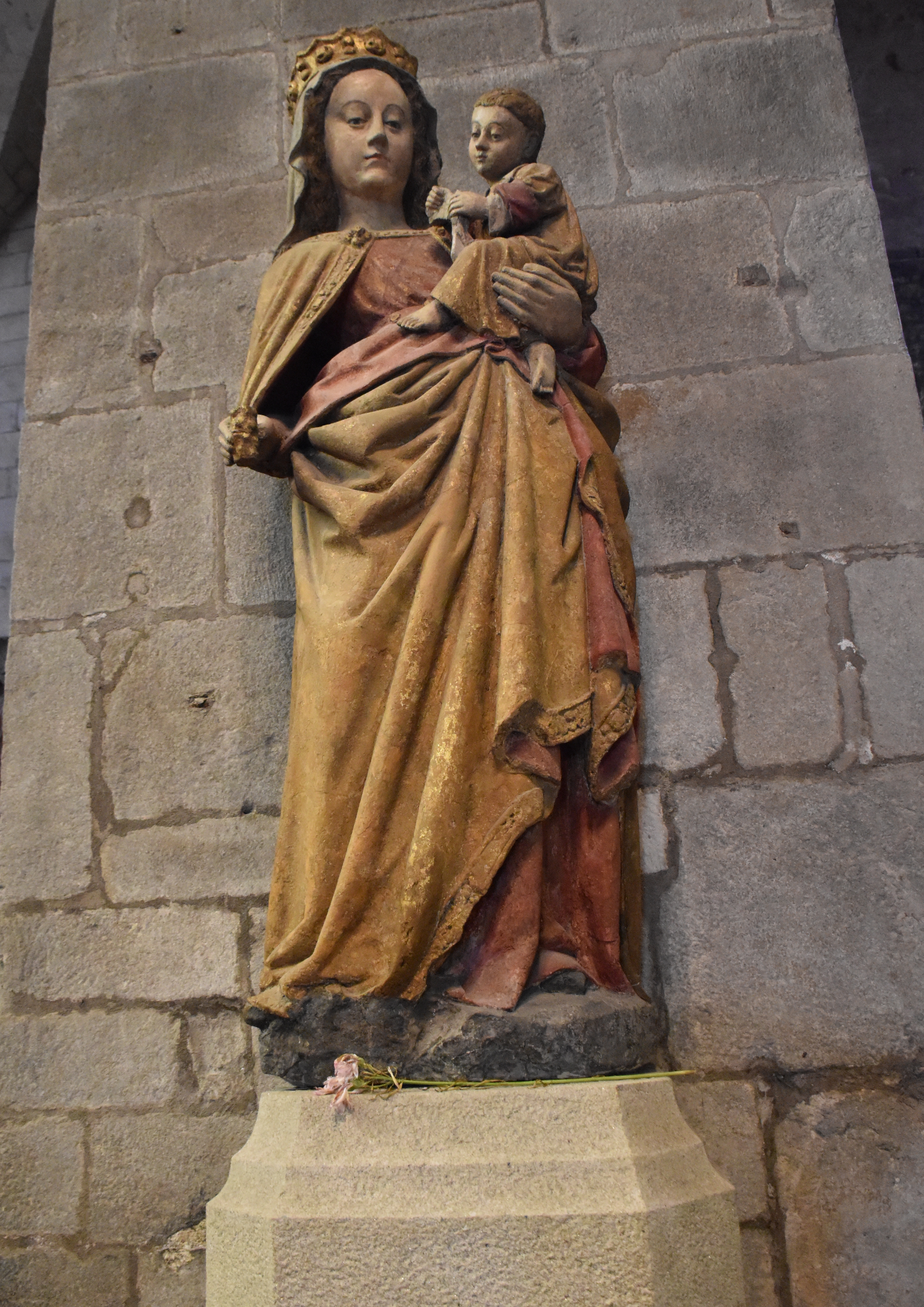
Notre-Dame de la Grand'Porte.

La nef comporte une chaire du XVIIIe siècle. La statue de la Vierge à l'Enfant Notre-Dame de la Grand'Porte a été déposée dans le bas-côté nord en 2005 pour la protéger des intempéries. Elle ornait auparavant la Grand-Porte de Saint-Malo et a été remplacée par une copie. Une autre statue de Vierge à l'Enfant est visible dans le bas-côté sud. 
La chapelle du Saint-Sacrement abrite trois statues en marbre blanc du sculpteur génois Francesco Maria Schiaffino provenant de la chapelle du couvent voisin des bénédictins. Elles représentent Saint Benoît et Saint Maur entourant une allégorie de la Foi.
Un nouveau mobilier pour le chœur liturgique fut commandé en 1991 à Arcabas, père et fils. L'élément le plus important en est le maître-autel, construit en bronze et en marbre noir d'Afrique et représentant les Quatre Vivants. Il est accompagné d'une cathèdre et de fonts baptismaux. 
Depuis août 2020, un tableau d'Augustin Frison-Roche, inspiré de l’Apocalypse, a été déposé dans la chapelle du transept sud, prévu pour célébrer la paix.

### Les orgues

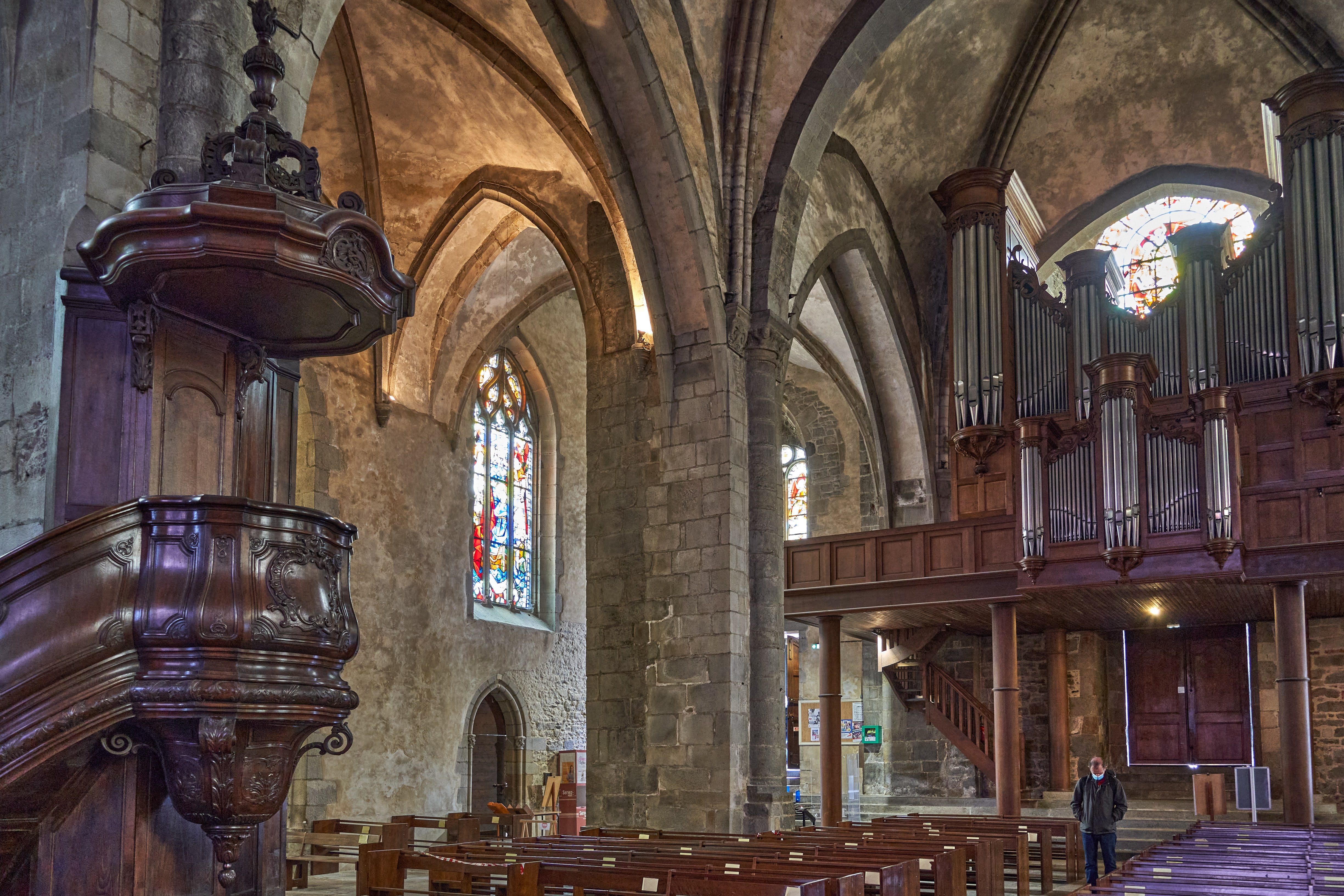
La chaire et les grandes orgues.

La cathédrale Saint-Vincent compte trois orgues, toutes issues de la Manufacture Koenig de Sarre-Union. Ces instruments remplacent les anciennes Grandes-Orgues Debierre détruites au cours des bombardements de 1944 ainsi que l'orgue de chœur Cavaillé-Coll, instrument remonté après-guerre sur une tribune au bas de l'aile Saint-Côme et qui sera vendu à la Paroisse de Tinténiac en 1981.

#### Les Grandes-Orgues
Les Grandes-Orgues ont été réalisées par les facteurs Koenig, père et fils. Construites en 1977, elles ont été inaugurées en août 1980 par le chanoine Louis Aubeux, organiste de la cathédrale Saint-Maurice d'Angers. Composées de quatre claviers et d'un pédalier, elles comptent 35 jeux. Cet instrument remplace celui de style romantique construit en 1893 par Louis Debierre et qui fut détruit lors de la dernière guerre. 
Sa composition est la suivante :
| I. Positif dorsal C–g5 56 notes                                                                                   | II. Grand-Orgue C–g5 56 notes                                                                    | III. Écho pectoral C–g5 56 notes                                                     | IV. Bombarde C–g5 56 notes                         | Pédale C-f3 30 notes                                                   |
| --- | ------------------------------------------------------------------------------------------------ | ------------------------------------------------------------------------------------ | -------------------------------------------------- | ---------------------------------------------------------------------- |
| Montre 8 Bourdon 8 Prestant 4 Nazard 2 2/3 Quarte 2 Tierce 1 3/5 Larigot 1 1/3 Plein-Jeu V Trompette 8 Cromorne 8 | Montre 16 Montre 8 Bourdon 8 Prestant 4 Grosse Tierce 3 1/5 Doublette 2 Fourniture III Cymbale V | Salicional 8 Unda-maris 8 (Ut2) Cor de nuit 8 Flûte 4 Octavin 2 Piccolo 1 Hautbois 8 | Cornet V 1re Trompette 8 2e Trompette 8 Clairon 4' | Contrebasse 16 Soubasse 16 Flûte 8 Prestant 4 Fourniture V Bombarde 16 |

Accessoires :

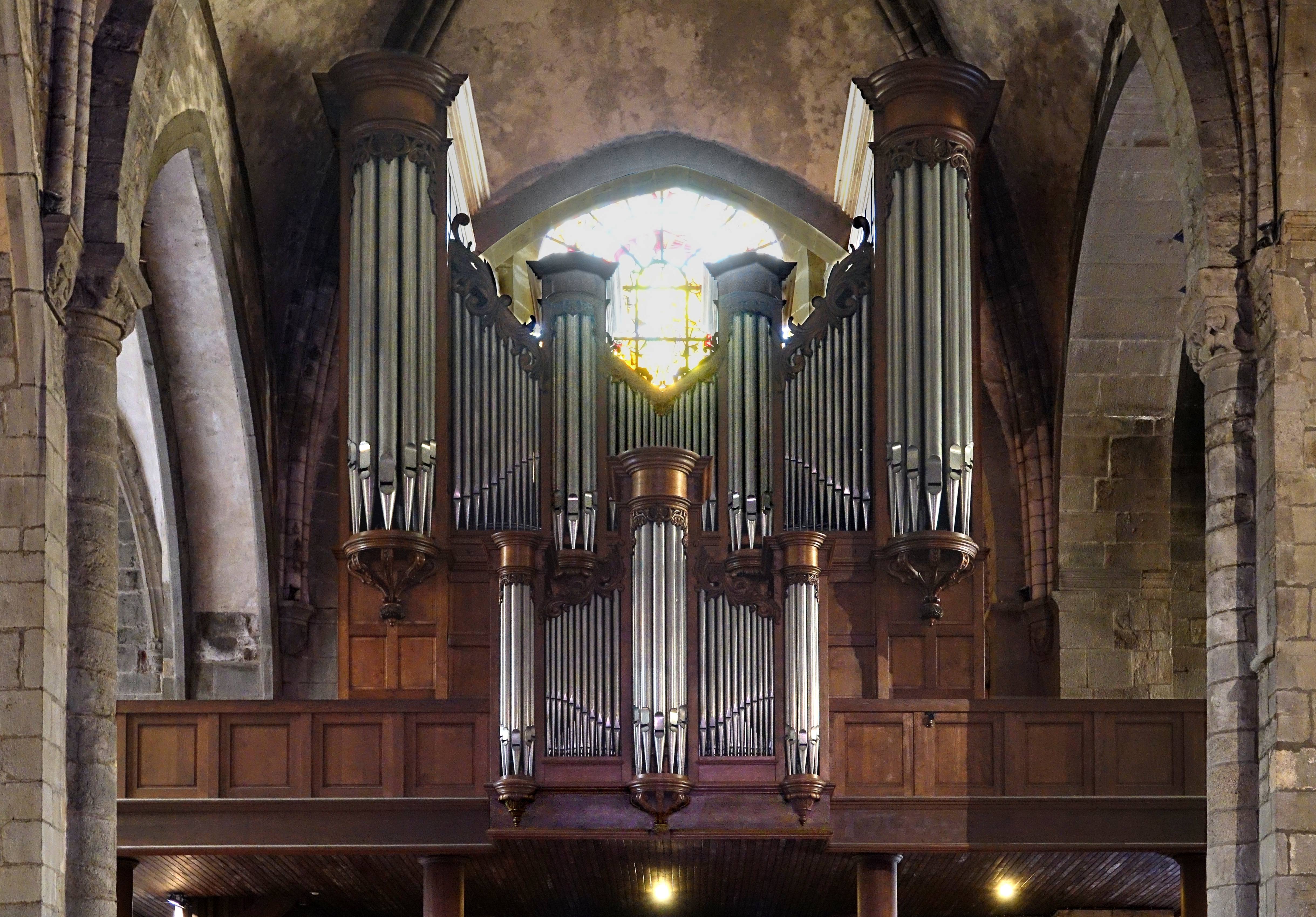
Les grandes orgues.

- Tirasses Positif, GO, Écho, Bombarde
- Accouplements Positif/GO, Écho/GO, Bombarde/GO

La transmission est mécanique et les claviers en fenêtre.

#### L'orgue de chœur

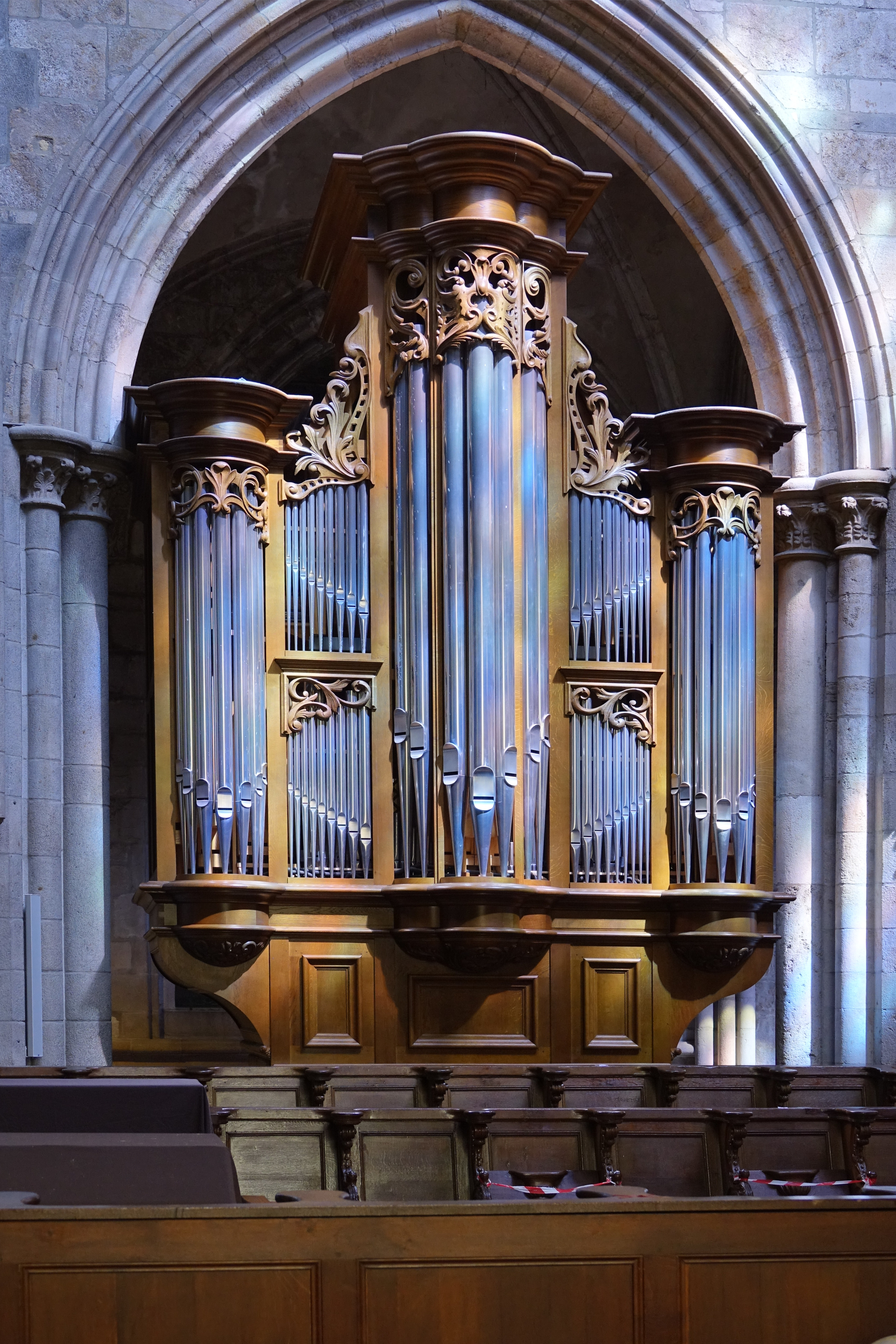
L'orgue de chœur.

La construction de l'orgue de chœur a été premise par le legs d'une généreuse paroissienne décédée en 1999. L'instrument, construit par le maître facteur d'orgues Yves Koenig en 2014 a été béni en la solennité des saints apôtres Pierre et Paul par Mgr Nicolas Souchu alors évêque auxiliaire de Rennes, Dol et Saint-Malo.
Cet instrument présente la particularité de disposer de deux consoles. Le chœur de la cathédrale étant situé en contrebas de la croisée du transept, la console fixe s'y trouve placée pour l'accompagnement de la liturgique, notamment pour les offices dialogués avec les Grandes-Orgues, tandis que l'autre, mobile, permet à l'organiste de jouer au sein d'un orchestre, en particulier au cours des concerts programmés lors du Festival de Musique Sacrée de Saint-Malo.
La composition de l'instrument est la suivante :
| I. Grand-Orgue C–g5 56 notes                                                        | II. Récit expressif C–g5 56 notes                                                                                            | Pédale C-f3 30 notes                        |
| ----------------------------------------------------------------------------------- | --- | ------------------------------------------- |
| Bourdon 16 Montre 8 Bourdon 8 Flûte harmonique 8 Prestant 4 Doublette 2 Plein-jeu V | Bourdon à cheminée 8 Viole de gambe 8 Voix céleste 8 Flûte 4 Flûte 2 Sesquialtera II Basson-Hautbois 8 Trompette harmonique8 | Bourdon (acoustique) 32 Soubasse 16 Basse 8 |

Accessoires :
- Tirasse GO
- Tirasse Récit
- Accouplement Récit/GO
- Expression Récit
- Trémolo récit
- Combinateur électronique

Accessoires supplémentaires propres à la console mobile :
- Accouplements GO/GO en 16 et en 4
- Accouplements Récit/GO en 16, en 8 et en 4
- Tirasse GO en 8 et en 4
- Transpositeur

#### Le positif de la chapelle du Saint-Sacrement
Le petit positif placé dans la chapelle du Saint-Sacrement a été acquis en 1986 par la paroisse de la cathédrale pour servir d'orgue de chœur après la mise en service des Grandes-Orgues en 1980 et la vente la même année de l'ancien orgue de chœur Cavaillé-Coll. Il s'agit d'un orgue-coffre de quatre jeux réalisé par la manufacture Yves Koenig de Sarre-Union. Destiné à soutenir les Chœurs de la cathédrale Saint-Vincent, notamment au cours de la grand-messe de 10h00, cet instrument, mécanique, transpositeur à raison de deux demi-tons successifs vers l’aigu, se trouvait originellement au milieu du chœur, près des rangées des stalles septentrionales. La composition en est la suivante :
| Clavier sur le dessus C/D-d5 50 notes    |
| ---------------------------------------- |
| Bourdon 8 Flûte 4 Doublette 2 Cymbale II |

### Les cloches
Le clocher abrite une sonnerie de 5 cloches de volée.
- Malo (bourdon) : Si bémol 2 - 3.605 kilos fondu en 2019 par Cornille-Havard à Villedieu-les-Poêles

Il remplace le bourdon du même nom, fondu en 1894 par Havard de Villedieu-les Poêles. Il fut refondu à deux reprises, en 1980 puis 1994, par Dominique Bollée à Saint-Jean-de-Braye (Orléans)
- Jacques Cartier : Do 3 - 2.163 kilos fondu en 2019 par Cornille-Havard à Villedieu-les-Poêles

Il remplace la cloche du même nom, fondue en 1894 par Havard de Villedieu-les Poêles
- Noguette : Ré 3 - 1.784 kilos fondue en 1989 par Dominique Bollée à Saint-Jean-de-Braye (Orléans)

Elle remplace la cloche du même nom, fondue en 1894 par Havard de Villedieu-les Poêles. C’est Noguette qui sonne l’ancien couvre-feu chaque soir à 22h00 depuis le XVIe siècle. Noguette vient du latin nox quieta qui signifie "nuit tranquille".
- Jean de la Grille : Mi bémol 3 - 1.488 kilos fondu en 2019 par Cornille-Havard à Villedieu-les-Poêles

Remplace la cloche Jean de Châtillon (autre nom de Jean de la Grille), fondue en 1894 par Havard de Villedieu-les Poêles.
- Notre-Dame de la Grand' Porte : Fa 3 - 1.125 kilos fondue en 2019 par Cornille-Havard à Villedieu-les-Poêles

Nouvelle cloche ajoutée à la sonnerie entièrement restaurée en 2019
Les quatre nouvelles cloches : Malo, Jacques Cartier, Jean de la Grille et Notre-Dame de la Grand'Porte ont été baptisées par Mgr Émile Marcus le 28 juillet 2019, et la nouvelle sonnerie au complet, de cinq cloches, inaugurée le 9 novembre 2019.